# Лис (футбольный клуб)
«Лис» (нем. SV Lyss) — швейцарский футбольный клуб, расположенный в городе Лангенталь. Клуб был основан 31 июля 1902 года. В настоящее время играет в Межрегиональной лиге Швейцарии по футболу.

## Достижения
Бронзовый призёр кубка Часов: 1996